# Miramont-Sensacq
Die Gemeinde Miramont-Sensacq befindet sich in der französischen Region Nouvelle-Aquitaine im Département Landes.
Durch den 346 Einwohner (Stand 1. Januar 2022) zählenden Ort führt der Fernwanderweg GR 65, welcher weitgehend dem historischen Verlauf des französischen Jakobsweges Via Podiensis folgt.

## Geografie
Miramont-Sensacq liegt im Südwesten Frankreichs im Pyrenäen-Vorland im historischen Gebiet Tursan. Heute ist das Tursan noch als Weinanbaugebiet von Bedeutung. Die nächste Stadt ist Pau, welche man in südlicher Richtung über die D11 und die N134 nach 38 Straßenkilometern erreicht.
Die nächsten französischen Großstädte sind Toulouse (142 km) im Osten und Bordeaux (140 km) im Norden.
Das Gemeindegebiet wird von den Flüssen Bahus und Grand Bas nach Norden entwässert. Der Bahus bildet hier den Stausee Retenue de Miramont.

## Geschichte
Miramont wurde 1276 als Bastide durch den König Edward I. von England gegründet. Am 25. Februar 1845 wurde Miramont-Sensacq auf Befehl des französischen Königs Louis-Philippe I. aus den beiden Orten Sensacq und Miramont zu einer Gemeinde zusammengefasst. Die Einwohnerzahl war stark rückläufig. Während es 1881 nach 841 Einwohner waren, sind es heute weniger als 400.
Einwohnerentwicklung
| Miramont-Sensacq: Einwohnerzahlen von 1793 bis 1999                                  | Miramont-Sensacq: Einwohnerzahlen von 1793 bis 1999 | Miramont-Sensacq: Einwohnerzahlen von 1793 bis 1999 | Miramont-Sensacq: Einwohnerzahlen von 1793 bis 1999 | Miramont-Sensacq: Einwohnerzahlen von 1793 bis 1999 |
| ------------------------------------------------------------------------------------ | --------------------------------------------------- | --------------------------------------------------- | --------------------------------------------------- | --------------------------------------------------- |
| Jahr                                                                                 |                                                     |                                                     |                                                     | Einwohner                                           |
| 1793                                                                                 | 1793                                                |                                                     | 1.038                                               | 1.038                                               |
| 1806                                                                                 | 1806                                                |                                                     | 832                                                 | 832                                                 |
| 1836                                                                                 | 1836                                                |                                                     | 902                                                 | 902                                                 |
| 1886                                                                                 | 1886                                                |                                                     | 877                                                 | 877                                                 |
| 1901                                                                                 | 1901                                                |                                                     | 731                                                 | 731                                                 |
| 1936                                                                                 | 1936                                                |                                                     | 570                                                 | 570                                                 |
| 1962                                                                                 | 1962                                                |                                                     | 511                                                 | 511                                                 |
| 1982                                                                                 | 1982                                                |                                                     | 395                                                 | 395                                                 |
| 1990                                                                                 | 1990                                                |                                                     | 380                                                 | 380                                                 |
| 1999                                                                                 | 1999                                                |                                                     | 366                                                 | 366                                                 |
| Quelle(n): Anmerkung(en): Ab 1962 offizielle Zahlen ohne Einwohner mit Zweitwohnsitz |                                                     |                                                     |                                                     |                                                     |

## Sehenswürdigkeiten
Kirche Saint-Jacques de Sensacq: Das romanische Gebäude stammt aus dem 11. und 12. Jahrhundert. Über dem Eingang befindet sich der Glockenturm, der in seinen zwei Bögen jeweils eine Glocke trägt. Im Inneren befindet sich ein karolingisches Taufbecken.

## Jakobsweg (Via Podiensis)
Der Ort bietet neben zwei Pilgerherbergen (französisch: Gîte d'étape) nur spärliche Übernachtungsmöglichkeiten.
Der weitere Weg führt über die Hügelketten des Pyrenäen-Vorlandes. Wiesen, kleine Wälder und die alten Dörfer auf den Hügeln bestimmen das Bild. Der nächste größere Ort ist Pimbo, bevor es nach Arzacq-Arraziguet geht. Die Straßenverbindung nach Pimbo führt über die D440.